# Rueyres, Vaud
Rueyres är en ort och kommun i distriktet Gros-de-Vaud i kantonen Vaud, Schweiz. Kommunen har 302 invånare (2023).